# Bart Oudshoorn
Bart Oudshoorn (27 juni 1968) is een Nederlands regisseur.
Oudshoorn volgde een opleiding aan de Amsterdamse Hogeschool voor de Kunsten. In 1991 studeerde hij af aan de Nederlandse Film en Televisie Academie. Midden jaren negentig kwam hij in dienst bij Joop van den Ende TV Produkties, waar hij als producer en regisseur van de soap Onderweg naar Morgen werkte. Later zou hij voor Endemol onder andere DOK12, Het Glazen Huis en Goede tijden, slechte tijden gaan regisseren. In 2006 maakte Bart de overstap naar Blue Circle, waar hij als producer werkte bij de telenovela Lotte. Lotte werd na iets minder dan anderhalf jaar stopgezet. Oudshoorn keerde in 2007 voor enkele afleveringen terug bij Goede tijden, slechte tijden.
In 2009 regisseerde hij samen met onder anderen Anne de Clercq de satirische soap Dol voor Comedy Central. In de zomer van 2010 kwam Oudshoorns serie Marjolein en het geheim van het slaapzand uit. De serie werd uitgezonden bij De Efteling en later op RTL 4.
In 2012 verscheen in België de, door Lucio Messercola geproduceerde, serie Het Imperium op televisie, waarvoor Oudshoorn de regie heeft gedaan.